# Hypocacculus basilewskyi
Hypocacculus basilewskyi är en skalbaggsart som beskrevs av Thérond 1955. Hypocacculus basilewskyi ingår i släktet Hypocacculus och familjen stumpbaggar. Inga underarter finns listade i Catalogue of Life.